# روروني كنشين: جحيم كيوتو
روروني كنشين: جحيم كيوتو هو فيلم ياباني مبني على مانغا تحمل نفس الاسم.الفيلم هو الجزء الثاني لفيلم روروني كنشين. صدر الفيلم في 1 أغسطس 2014.

## روابط خارجية
روروني كنشين: جحيم كيوتو على موقع IMDb (الإنجليزية)
- روروني كنشين: جحيم كيوتو على موقع روتن توميتوز (الإنجليزية)
- روروني كنشين: جحيم كيوتو على موقع نتفليكس (الإنجليزية)
- روروني كنشين: جحيم كيوتو على موقع ألو سيني (الفرنسية)
- روروني كنشين: جحيم كيوتو على موقع أول موفي (الإنجليزية)
- روروني كنشين: جحيم كيوتو على موقع فيلمافينيتي (الإسبانية)
- روروني كنشين: جحيم كيوتو على موقع قاعدة بيانات الفيلم (الإنجليزية)
- روروني كنشين: جحيم كيوتو على موقع ليتربوكسد (الإنجليزية)
- روروني كنشين: جحيم كيوتو على موقع كينوبويسك (الروسية)